# Vejrhøj

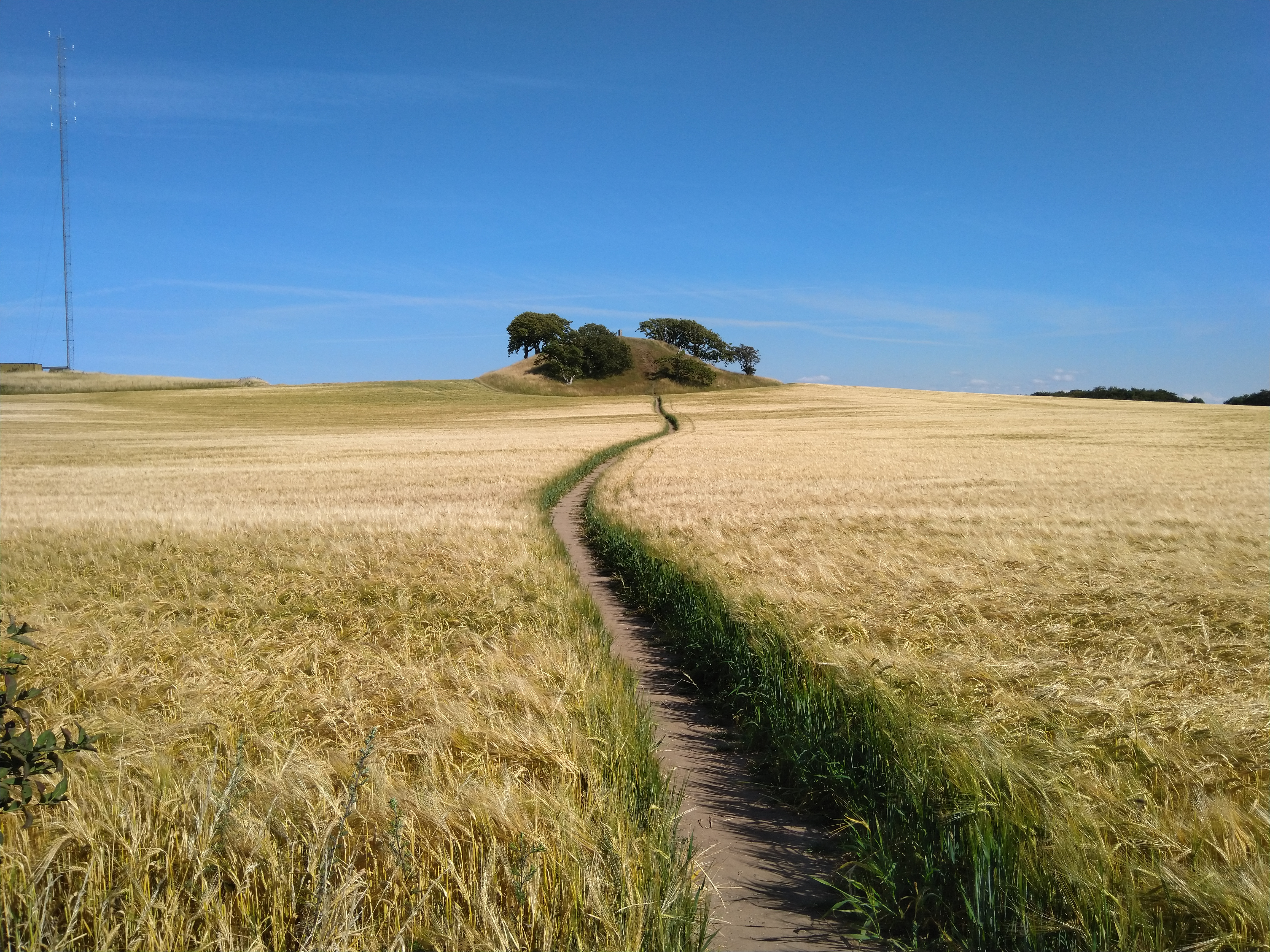
Vejrhøj

Der Vejrhøj ist ein Erdhügel mit einem aufliegenden großen Grabhügel an der Nekselø-Bugt im Odsherred, auf der Insel Seeland in Dänemark. Es ist der markanteste Gipfel im Schutzgebiet GeoPark Odsherred.
Die Kuppe eines der höchstgelegenen Grabhügel befindet sich auf 121 Metern über dem Meeresspiegel und stellt den höchsten Punkt Seelands dar. Nach Abzug des Grabhügels beträgt die Hügelhöhe 113 Meter. 
Der Name Vejrhøj bezieht sich sowohl auf den Hügel als auch auf den Grabhügel. Er gibt auch dem Vejrhøjbuen, einem der Odsherredbuerne, einer großen Moräne, die während der Eiszeit von einer Gletscherzunge erzeugt wurde, seinen Namen.